# Eisenbergiella
Eisenbergiella es un género de bacterias grampositivas de la familia Lachnospiraceae. Fue descrito en el año 2014. Su etimología hace referencia al bacteriólogo Polaco Filip Eisenberg. Se tiñe como gramnegativa pero tiene estructura de grampositiva. Es anaerobia estricta, inmóvil. Catalasa positiva. Forma parte de la microbiota intestinal de humanos y animales. Actualmente (2022) consta de dos especies: Eisenbergiella porci y Eisenbergiella tayi.